# Emuarius
Emuarius — викопний нелітаючий птах родини Казуарові (Casuariidae), що існував в Австралії у кінці олігоцену- на початку міоцену (28-16 млн років тому). Рід є перехідним між казуарами та ему. Череп схожий на череп казуара, а будова ніг типова для ему. В даний час вважається, що ці доісторичні птахи були ранньою формою страуса ему.